# Journal von Jean Migault
Jean Migaults Tagebuch, eigentlich Journal von Jean Migault (französisch: Journal de Jean Migault), ist eine autobiographisch geprägte Aufzeichnung des französischen Lehrers und Schulmeisters Jean Migault. Das eigentlich nur für seine zahlreichen Kinder gedachte und bis zum Jahr 1702 vollendete Werk mit den Erinnerungen Migaults gilt als das „bedeutendste Zeitzeugnis hinsichtlich der Hugenottenverfolgungen im Poitou.“ Das Werk erschien mehr als 100 Jahre später in verschiedenen Auflagen und wurde in verschiedene Sprachen übersetzt.